# Nousseviller-Saint-Nabor
Nousseviller-Saint-Nabor (deutsch Nussweiler oder Nußweiler bei Forbach) ist eine französische Gemeinde mit 1185 Einwohnern (Stand 1. Januar 2022) im Département Moselle in der Region Grand Est (bis 2015 Lothringen). Sie gehört zum Arrondissement Forbach-Boulay-Moselle.

## Geografie
Die Gemeinde liegt nahe der Grenze zu Deutschland, fünf Kilometer westlich von Saargemünd. Sie hat einen nördlich gelegenen Ortsteil namens Cadenbronn (deutsch Kadenbronn).

## Geschichte
Schon zu gallo-römischer Zeit gab es hier Besiedlungen. Erstmals wurde das Dorf 875 als Notumwilre erwähnt.
Im Gemeindewappen weist die Garbe auf die Landwirtschaft hin, die Walnüsse symbolisieren den Ortsnamen. Der rote Rahmen steht für die Abtei Sainte-Glossinde in Metz, die in Nousseviller begütert war.

## Bevölkerungsentwicklung
| Jahr      | 1962 | 1968 | 1975 | 1982 | 1990 | 1999 | 2009 | 2019 |
| Einwohner | 500  | 506  | 662  | 833  | 916  | 949  | 1119 | 1194 |

## Sehenswürdigkeiten
- Kirche Saint-Nabor von 1763 (Ziborium und Monstranz Monuments historiques)
- Ruine einer Villa rustica Im Wäldchen Bambusch.
- Vor einigen Jahren wurde in Lothringen und dem Saarpfalz-Kreis ein Teil der optischen Telegrafenlinie Paris – Landau nachgebaut. Einer dieser Masten steht in exponierter Lage auf Cadenbronner Gemarkung. Weitere Stationen findet man auf deutscher Seite auf dem Heidenkopf bei Bebelsheim Ortsteil der Gemeinde Mandelbachtal und auf dem Hölschberg bei Biesingen einer Gemeinde von Blieskastel.

## Belege
1. 1 2  Topographische Karte 1:25.000 (6807) Forbach [Meßtischblatt]. In: Landkartenarchiv.de. Abgerufen am 20. August 2023.
2. ↑  Wappenbeschreibung auf genealogie-lorraine.fr (französisch)